# Johann Jakob Gradmann

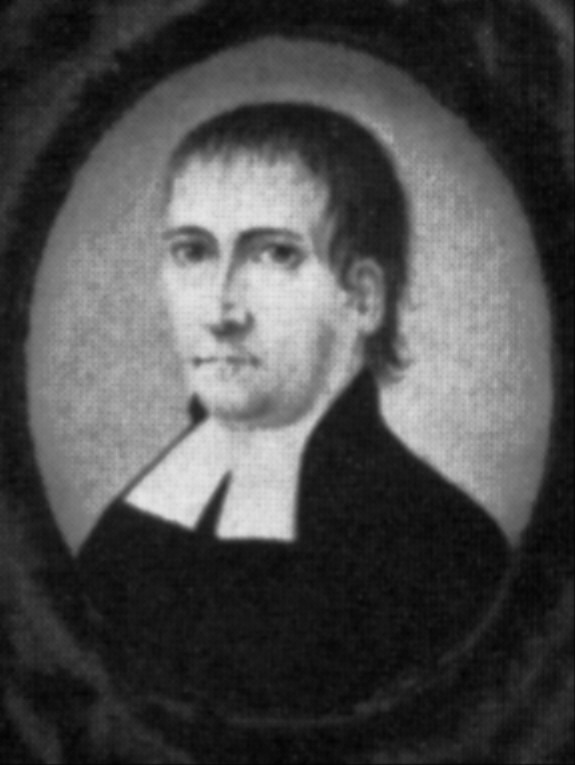
Gradmann um 1807

Johann Jakob Gradmann (auch Johann Jacob Gradmann; * 28. Dezember 1750 in Ravensburg; † 31. Januar 1817 ebenda) war ein deutscher lutherischer Geistlicher, Theologe und Pädagoge.

## Leben
Gradmann besuchte zunächst die Lateinschule seiner Heimatstadt. Anschließend ging er auf die Fürstenschule in Neustadt an der Aisch und an das Ulmer Gymnasium. 1769 nahm er zunächst das Studium der Philosophie an der Universität Erfurt auf, wechselte anschließend zum Studium der Theologie an die Universitäten von Jena und Erlangen. 1772 kehrte er nach Ravensburg zurück. Dort war er acht Jahre als Privatlehrer tätig und half im Predigtdienst aus.
Gradmann nahm 1780 einen Ruf als Rektor und Geistlicher nach Isny an, kehrte aber bereits 1782 als Rektor der Lateinschule und vierter Pfarrer nach Ravensburg zurück. Er stieg 1786 zum dritten und 1796 zum zweiten Stadtpfarrer auf. 1787 wurde er zudem Prediger des Zuchthauses. Über die Jahre wurde er zum Konsistorial-, Schul- und Kirchenrat ernannt.

## Werke (Auswahl)
- Kurze Betrachtungen über biblische Stellen, für Leidende. Schramm, Tübingen 1791.
- Die grosse Lehre von Gott. Tübingen 1793.
- Andachtsbuch für Erbauungssuchende Christen, Hausknecht, St. Gallen 1798.
- Das gelehrte Schwaben oder Lexicon der jetzt lebenden schwäbischen Schriftsteller; voraus ein Geburtstags-Almanach und hintennach ein Ortsverzeichniß. Ravensburg 1802.